# Ратеш
Ратеш (на гръцки: Ηλιόφωτο, Илиофито, катаревуса Ηλιόφυτον, Илиофитон, до 1927 година Ράτες, Ратес) е село в Егейска Македония, Гърция, дем Кукуш, област Централна Македония с 81 жители (2001).

## География
Селото е разположено на 17 километра северно от Кукуш (Килкис).